# Teofil z Cylicji

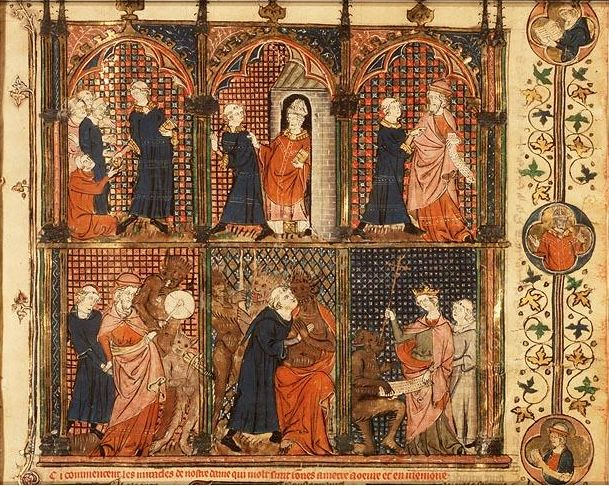
Legenda o mnichu Teofilu

Teofil z Cylicji zwany Pokutnikiem – bohater legendy hagiograficznej zredagowanej około 572 roku przez Eutychiana kleryka z Adany.

## Postać Teofila
Teofil miał być zarządcą dóbr kościelnych w Adanie. Nie przyjął ofiarowanej mu godności biskupiej. Kiedy go jednak usunięto z zajmowanego stanowiska, wszedł w kontakt z diabłem i dzięki niemu je odzyskał. Kiedy zdał sobie sprawę ze swej niegodziwości, przez czterdzieści dni błagał Matkę Boską o pomoc. Udzieliła mu jej i w namacalny sposób zapewniła o darowaniu grzechu Teofil zmarł potem w miejscu, gdzie mu się objawiła Bogurodzica. Jego historię spisał Eutychian z Adany, który podał się za jego ucznia.
W IX wieku opowieść tę przełożył z greki na łacinę Paweł diakon z Neapolu. W X wieku poetycko opracowała ją Hrotsvitha (Lapsus et conversio Teophili vicedommini). W wersji łacińskiej temat ten podjął jeszcze biskup Rennes, Marbod (1035-1123). Z początku XIII wieku pochodzi pierwsze poetyckie opracowanie legendy w języku francuskim przez Gautiera de Coincy. W drugiej połowie tego stulecia sięgnęli po nią Rutbeuf we Francji, który nadał jej formę dramatu (Miracle de Théophile) i Bran von Schönbecke w Niemczech (Die Ehre der Maria). W XIII wieku powstały też łacińskie wersje prozą, zawarte w Speculum Historiale Wincentego z Beauvais i Złotej legendzie Jakuba z Voragine. Z wieku XIII pochodzi jeszcze wersja angielska legendy włączona do South English Legendary. Z wieku XIV zachowały się trzy dolnoniemieckie, dwie islandzkie i dwie angielskie wersje legendy. W XV wieku historia ta pojawia się w Alphabet of Tales. W 1572 została wydana jak część wierszowanego Life of the Blessed Virgin Mary Wiliama Forresta. W następnym stuleciu wersja prozą ukazała się w Hierarchie of the Blessed Angels Thomasa Heywooda (1635). W XX wieku dramaty Teofilowi poświęcili B. C. Greene (Théophile, 1903) i A. Kingsley Porter (The Virgin and the Clerc, 1929).
Opowiadanie o Teofilu należało do najpopularniejszych średniowiecznych legend maryjnych. Gdzieniegdzie tego pokutnika wspominano w dniu 4 lutego. Nie był jednak wpisywany do synaksariów i martyrologiów.

## Legenda o św. Teofilu wedługMetafrasta
Teofil żył w Cyclicji na krótko przed najazdem perskim na Cesarstwo Bizantyńskie. Był ekonomem kościelnym w Adanie, gdzie dał się poznać jako mądry gospodarz, dbały o dobro wdów i sierot. Po śmierci biskupa wszyscy, jednym głosem obrali go biskupem. On jednak nie chciał dać się wyświęcić, uważał się za niegodnego i mimo że go arcybiskup długo i gorąco namawiał, odmówił. Nowy biskup, wybrany w jego miejsce, dał posłuch ludziom nieżyczliwym Teofilowi i pozbawił go jego urzędu. Rozgoryczony Teofil długo rozmyślał jak pomścić swoją krzywdę, a nie znajdując innego wyjścia udał się do czarnoksiężnika Żyda.
Czarnoksiężnik zaprowadził go o północy na plac koński i przestrzegł, żeby, skoro zobaczy jakieś cuda, nie żegnał się znakiem krzyża, bo to nic nie pomoże. Jakoż plac zapełnił się strojnie ubranymi dworzanami, pośród których Teofil ujrzał, siedzącego na wysokim tronie księcia ciemności.Czarnoksiężnik przedstawił mu prośbę Teofila o pomoc przeciw biskupowi za doznaną krzywdę, której ten obiecał mu udzielić, jeśli się wyprze swego Boga, a przejdzie na jego służbę. Gdy to Teofil obiecał, diabeł zażądał, by się zaparł Chrystusa i Jego Matki. Teofil wyparł się ich i potwierdził to na piśmie.
Następnego dnia biskup, który już od jakiegoś czasu żałował, że pozbawił Teofila urzędu, posłał po niego i przeprosiwszy przywrócił go na odebrane mu stanowisko. Odtąd Teofil znowu zaczął rządzić, a wszyscy byli mu posłuszni, nawet biskup. Czarnoksiężnik zaś odwiedzał go i wskazywał, jak go prędko wyniósł jego nowy pan. Bóg jednak wspominając na przeszły święty żywot Teofila i jego troskę o ubogich, nie porzucił go. Ekonom zaczął gryźć się w sobie i smucić. Wdał się w posty, długie modlitwy i płacz, w którym prosił o łaskę miłosierdzia. Wreszcie natchniony przez Boga postanowił prosić Matkę Bożą, aby się za nim do swego Syna wstawiła. Przez czterdzieści dni i nocy pościł i modlił się w poświęconym jej kościele.

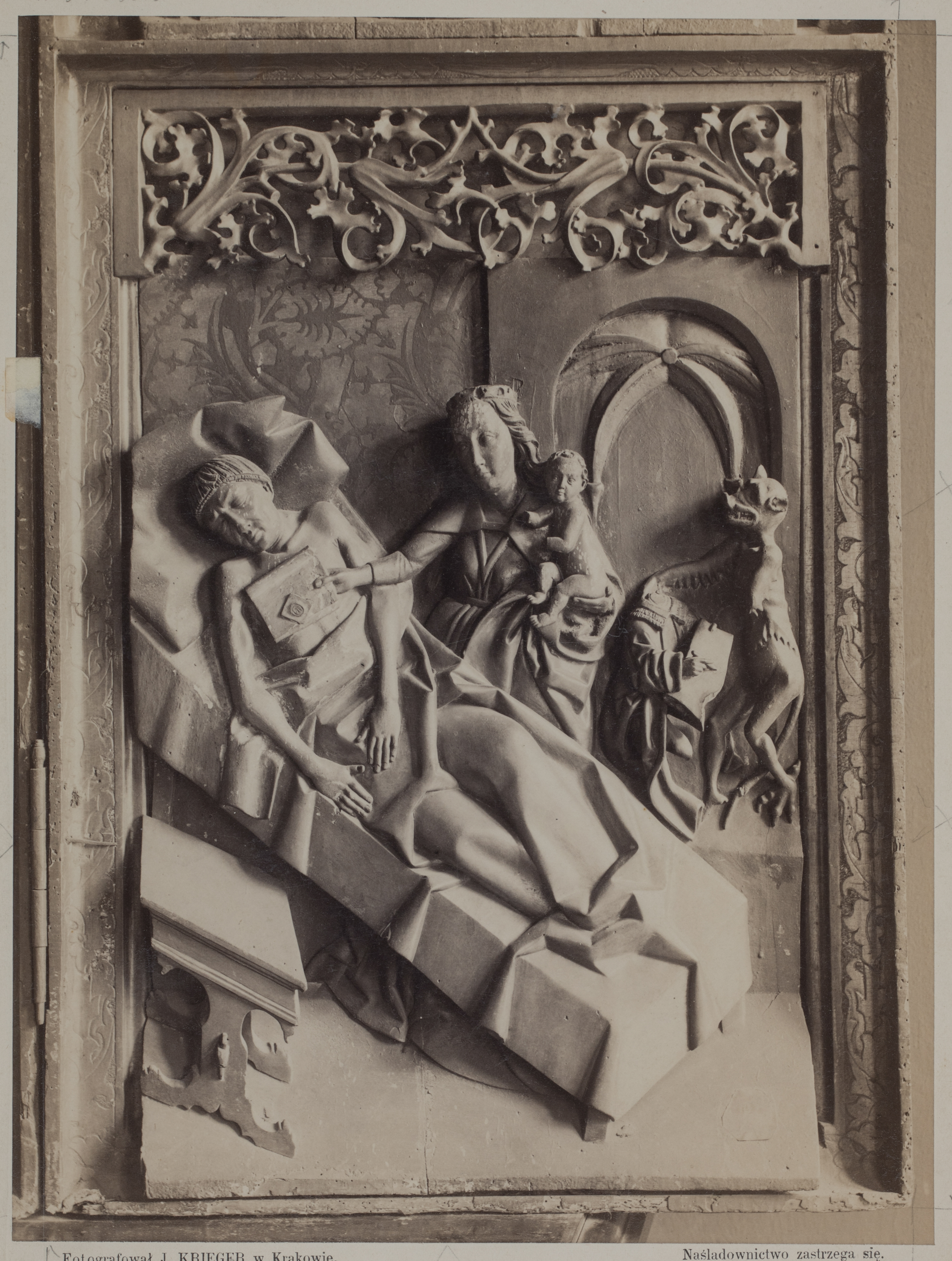
Poliptyk z Lusiny, płaskorzeźba, 1505-1510, kwatera z przedstawieniem Marii zwracającej cyrograf św. Teofilowi z Adany (zaginiona). Fotografia: Zakład Ignacego Kriegera w Krakowie, przed 1900.

Czterdziestego dnia o północy ukazała mu się Matka Boża. Prosił ją Teofil przez wzgląd na Boże miłosierdzie, które przebaczyło św. Piotrowi, gdy się zaparł Pana swego, prześladowcy Kościoła św. Pawłowi, Magdalenie jawnogrzesznicy i czarnoksiężnikowi Cyprianowi, o to, by się wstawiła za nim u swego Syna. Matka Boża obiecała mu pomoc, jeśli wyzna, że Chrystus, którego porodziła jest synem Boga żywego, co też Teofil zaraz uczynił. Po kilku dniach dalszej pokuty Teofila, Matka Boża ukazała mu się powtórnie i przekazał, że pokuta jego została przyjęta. Szczęśliwy Teofil prosił ją jeszcze, aby mu zwrócone zostało owo nieszczęsne pismo, w którym się Pana swego wyparł. Jakoż trzeciego dnia we śnie ujrzał, że mu tę kartę niosą, a zbudziwszy się ujrzał ją na swych piersiach. Następnego dnia podczas nabożeństwa wyznał wszystko biskupowi, a ten spalił publicznie nieszczęsną kartę. Zaopatrzony sakramentami Teofil zmarł trzy dni później po krótkiej chorobie, rozporządziwszy naprzód swymi dobrami.